# トム・フィニー
サー・トーマス・フィニー OBE（Sir Thomas Finney OBE、1922年4月5日 - 2014年2月14日）は、イングランド・プレストン出身の元同国代表サッカー選手。ポジションはFW。

## 経歴
幼少の頃は病弱で、14歳の時の身長は145cmしかなかった。第二次世界大戦中はエジプトで従軍。戦後の1946年8月に地元のクラブチームプレストン・ノースエンドでプロデビュー。またフィニーは配管工としても収入を得ていたことから、「The Preston Plumber（プレストンの配管工）」のニックネームで知られた。
1960年に引退するまでプレストン・ノースエンド一筋でプレー。イングランド代表にも選ばれ、76試合に出場し30得点を記録した。当時のイングランド代表では、右サイドにトム・フィニーかスタンリー・マシューズのどちらを起用するかが論争されたが、最終的にフィニーが左、マシューズは右という配置になった。
1999年、 ワールドサッカー誌の20世紀の偉大なサッカー選手100人で50位に選出された。
2005年にプレストン・ノースエンドの会長に就任。
2014年2月14日に死去した。91歳没。